# Käthe Köhler
Käte Edith Auguste Köhler (* 10. November 1913 in Katowice; † 30. November 2001 in Bad Aibling), verheiratete Käte Gruschwitz-Köhler, war eine  deutsche Wasserspringerin.
Bei den Olympischen Spielen 1936 traten im Turmspringen drei deutsche Springerinnen an. Außer der deutschen Meisterin Anneliese Kapp und Anne Ehscheidt (beide aus Frankfurt) war auch Käte Köhler vom Hamburger Turnerbund 1862 dabei.
Den Wettbewerb gewann die amerikanische Titelverteidigerin Dorothy Poynton vor ihrer Landsfrau Velma Dunn. Käte Köhler zeigte im vierten und letzten Versuch einen Salto rückwärts aus dem Stand, für den sie mit 9,52 Punkten die Bestnote des Durchgangs erhielt. Mit insgesamt 33,43 Punkten gewann sie die Bronzemedaille vor der Japanerin Reiko Ōsawa (32,53) und kam bis auf 0,2 Punkte an Velma Dunn heran. Anne Ehscheidt belegte den achten Platz, Anneliese Kapp wurde Elfte.